# Gaetano Marinelli
Gaetano Marinelli (3. června 1754 Neapol – po roce 1820?) byl italský hudební skladatel a pedagog.

## Život
Narodil se v Neapoli a základní hudební vzdělání získal na Conservatorio di Santa Maria di Loreto u Gennaro Manna a Pietra Antonia Galla. Od roku 1772 pokračoval ve studiu na konzervatoři Pietà dei Turchin, kde byli jeho učiteli Pasquale Cafaro a Lorenzo Fago. Jako operní skladatel debutoval v roce 1776 operou Il barone di Sardafritta. Šlo patrně ještě o studentskou práci.
Jeho první skutečná opera, I tre rivali ossia Il matrimonio impensato, byla uvedena v Teatro Pace v Římě během karnevalu v roce 1784. V letech 1786–1789 žil v Madridu, kde se živil převážně jako učitel zpěvu. Po návratu do Itálie navázal na svou kariéru operního skladatele. V roce 1791 se v Teatro San Carlo v Neapoli hrála jeho první opera seria: Lucio Papirio.
Okolo roku 1796 vstoupil do služeb bavorského vévody. V roce 1817 působil v Portugalsku, kde zkomponoval kantátu pro prince Petra I. známého jako Dom Pedro. V roce 1820 byl v Portu učitelem zpěvu. Další informace o jeho osudu nejsou známy.

## Dílo

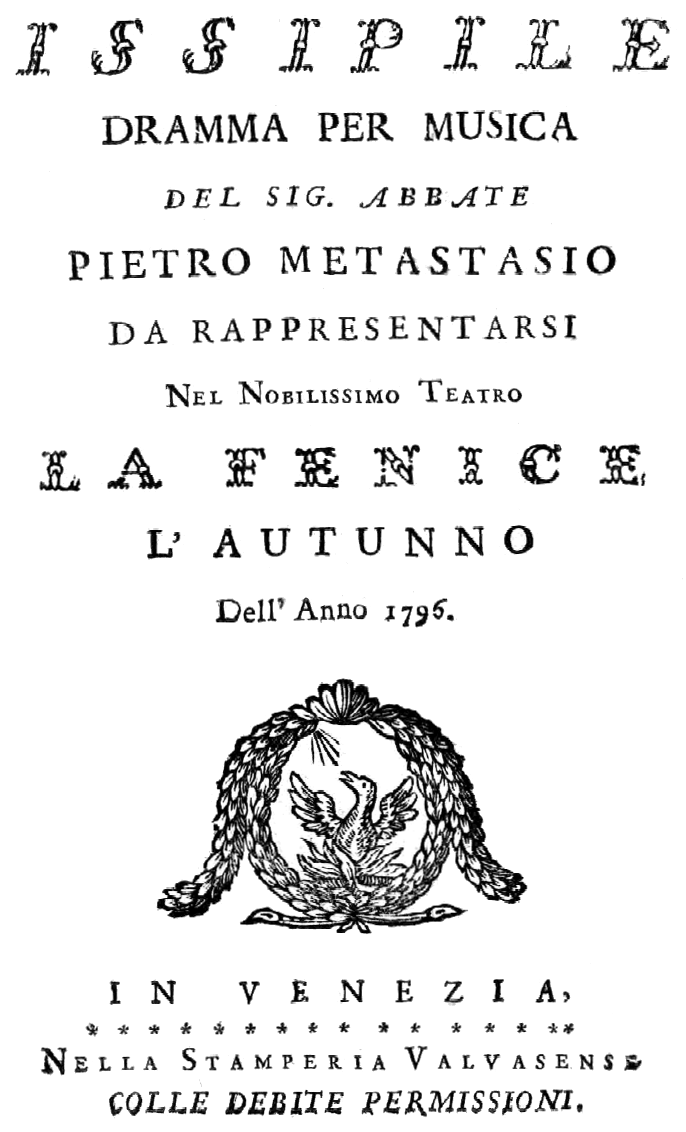
Titulní strana libreta k opeře Issipile

### Opery
- Il barone di Sardafritta, intermezzo (1776 Neapol)
- I tre rivali ossia Il matrimonio impensato, intermezzo (libreto C. A. Casini, 1784 Řím)
- Gli uccellatori, dramma giocoso (libreto Carlo Goldoni, 1785 Florencie)
- Il trionfo d'Arianna, azione teatrale (libreto P. Tagliazucchi, 1785/86? Florencie)
- La bizzarra contadina in amore, opera buffa (libreto Giuseppe Palomba, 1790 Neapol)
- La contadina semplice, opera buffa (1790 Neapol)
- Gli accidenti inaspettati, dramma giocoso (libreto Giuseppe Palomba, 1790 Neapol)
- Lucio Papirio, opera seria (libreto Quinto Fabio podle Apostola Zena, 1791 Neapol)
- La vendetta di Medea, opera seria (1792 Benátky)
- Amore aguzza l'ingegno, opera buffa (1792 Neapol)
- Arminio, opera seria (libreto F. Moretti, 1792 Neapol; jako Germanico, 1797 Benátky)
- Lo sposo a forza, opera buffa (libreto Giuseppe Palomba, 1792 Neapol)
- I vecchi delusi, opera buffa (libreto Giuseppe Palomba, 1793 Neapol)
- Attalo, re di Bitinia, opera seria (libreto F. Casorri, 1793 Neapol)
- L'interesse gabba tutti, dramma giocoso (libreto C. Mazzini, 1795 Florencie)
- I vecchi burlati, dramma giocoso (libreto Giuseppe Palomba, 1795 Benátky)
- La finta principessa, dramma giocoso (libreto F. Livigni, 1796 Benátky)
- Issipile, opera seria (libreto Pietro Metastasio, 1796 Benátky)
- Li due vecchi amanti delusi, dramma giocoso (libreto Giuseppe Palomba, 1796 Korfu)
- Li due fratelli Castracani, dramma giocoso (1798 Padova)
- Le quattro mogli, dramma giocoso (libreto G. Rossi, 1799 Benátky)
- Bajazette, opera seria (libreto A. Piovene, 1799 Benátky)
- La morte di Cleopatra, opera seria (libreto S. A. Sografi, 1800 Benátky)
- Rocchetta in equivoco, farsa giocosa (libreto G. Foppa, 1802 Benátky)
- Lo sposo contrastato, melodramma giocoso (1808 Milán)
- Il trionfo d'amore (1808 Cremona)
- Alessandro in Efeso, opera seria (libreto F. Marconi, 1810 Milán)
- L'equivoco fortunato, azione comica (libreto L. Prividali, 1811 Milán)

Opery s autorstvím nejistým
- La semplice ad arte, opera buffa (Casini, 1783 Řím)
- Lo sposo contrastato ossia Il letterato alla moda, opera buffa (Mocenigo, 1786 Florencie)
- I quattro rivali in amore (1795 Neapol)
- I diversi accidenti (G. Artusi, 1804 Benátky)

### Jiná díla
- Tobia alle nozze con Sara (kantáta, 1781)
- Il convito di Baldassare (oratorium, 1791
- Baldassarre punito (oratorium, 1792)
- Cantata per il matrimonio del principe Dom Pedro (1817)
- Stabat Mater per 2 soprani, basso e strumenti